# Brian O'Driscoll
Gerald Brian O'Driscoll - em irlandês, Brian Gearóid Ó hEidirsceoil (Dublin, 21 de janeiro de 1979) é um jogador irlandês de rugby union que atua na posição de centro.
É considerado um jogador emblemático da Seleção Irlandesa de Rugby Union. É o único que esteve em quatro Copas do Mundo por ela, onde é também quem mais fez tries: fez 46. É o maior tryman da Irlanda e também do torneio Seis Nações, onde fez 26. É reconhecido como um jogador bastante duro nos tackles, sendo uma garantia na defesa e também forte no ataque, além de inteligente para buscar espaços.
Foi capitão do Leinster Rugby, onde joga desde 1999, até o início da temporada 2008 e dos Leões Britânicos e Irlandeses (British and Irish Lions) para a sua turnê 2005 da Nova Zelândia.
Em 2002, ele foi nomeado para IRB World Player of the Year, mas perdeu para Fabien Galthié. Registrado no University College Dublin RFC, ele joga fora no centro para a equipe irlandesa provincial Leinster. Ele foi para a universidade Blackrock, onde ele jogou no seu Senior Cup Team.

## Primeiros anos

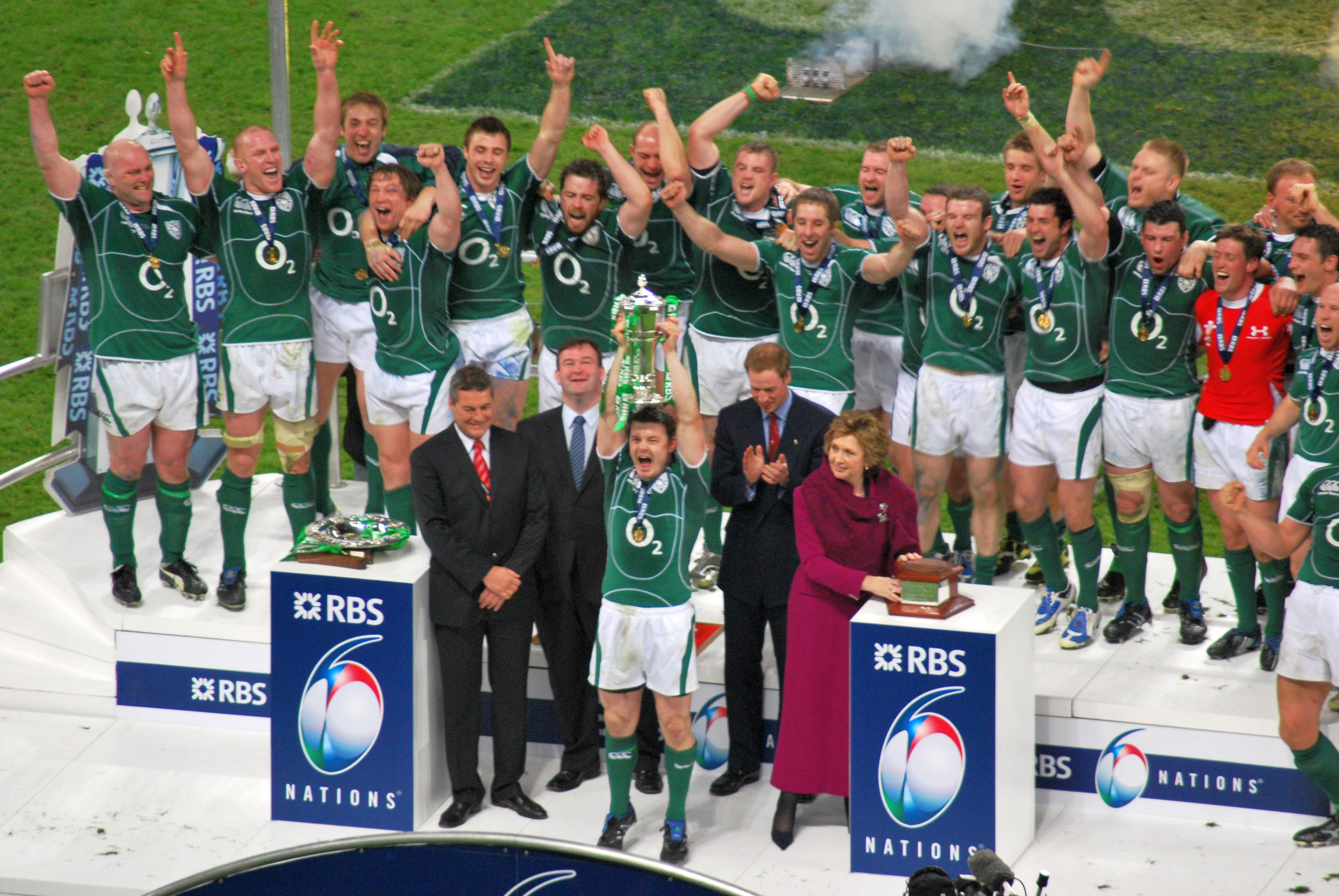
O'Driscoll erguendo o Seis Nações 2009.

O'Driscoll nasceu em Clontarf, Dublin,  na República da Irlanda, e foi educado em Colégio Blackrock a partir do qual ele foi nivelada três vezes para as escolas da Irlanda em 1996.  Em 1998 O'Driscoll desempenhado pela Irlanda U19 lado, que também incluída a sua equipa sénior Donncha O'Callaghan e Paddy Wallace, que venceu o IRB Under-19s campeonato mundial.
Depois de sair da escola, ele participou UCD em uma bolsa de estudos. No UCD, de acordo com o diretor de rugby altamente respeitado John McClean, ele fez o primeiro sub-20 lado, antes de ser promovido para o topo equipa perto do final do seu primeiro ano. Após dois anos, formou-se na UCD O'Driscoll com um diploma de gestão desportiva. Ele fez sua estreia em 21 de Fevereiro de 1999 e, posteriormente, ganhou quatro caps.

## Na seleção
O'Driscoll estreou em 1999 pela Irlanda, tradicionalmente considerada a menos expressiva das seleções britânicas e pouco vitoriosa. Ele a liderou na conquista da tríplice coroa do campeonato das Seis Nações em 2007, sendo eleito jogador do torneio, como foi em 2006. Mas o título só viria na edição de 2009, e vencendo todos os jogos. Foi seu maior momento: a Irlanda não vencia a competição desde 1985, e não o conseguia com 100% de aproveitamento havia 61 anos, quando conseguira esta outra façanha (o chamado grand slam) pela única vez. A seleção do "trevo" conseguiu, ali, quebrar os dois jejuns.
Por sua seleção, porém, nunca chegou às semifinais da Copa do Mundo. Outra de suas mágoas é ter deixado escapar históricas vitórias sobre a Nova Zelândia, jamais derrotada pela Irlanda e que esteve muito perto disso em Dublin em 2013. Os verdes fizeram partida quase impecável e venciam até os descontos, quando sofreram o try da derrota por 24-22 em um jogo considerado como um dos maiores da história do rugby.

### Aposentadoria da seleção
O'Driscoll pôde encerrar a carreira pela seleção como campeão, novamente no Seis Nações, o de 2014. A taça também quebrou alguns jejuns: o adversário final foi a França, que não era derrotada pelos irlandeses desde 2009 e não perdia em casa para eles desde 2000, justamente em jogo em que O'Driscoll realizou três tries. Em 2014, a vitória veio no Stade de France na antevéspera das festas do dia de São Patrício, em jogo emocionante por 22-20 em que BOD teve uma despedida considerada "dos sonhos": a Irlanda voltou a ser campeã desde aquela taça de 2009 e também arrancou um título esperado pela rival Inglaterra. No jogo, O'Driscoll demonstrou importância especialmente na jogada que fez os irlandeses virarem o placar, em try oriundo de jogada em que ele só foi parado a cinco metros da linha de in-goal.